# Coridora
Coridora é a designação comum aos peixes siluriformes, da família dos calictiídeos, do gênero Corydoras, com cerca de 105 espécies. São encontrados em rios da América do Sul, possuem a região do focinho achatada ou arredondada, sendo muito apreciados por aquariófilos, devido a graciosidade do seu nado e pela beleza que proporciona ao aquários. Também conhecidos pelos nomes de limpa-plantas, limpa-vidro e sarro, sendo que elas tecnicamente não limpam o áquario, como muitos pensam. Elas na  verdade ao procurar alimento no cascalho parecem que estão a comer os detritos, quando na verdade os engole e os elimina pelas guelras. Sendo limpa-vidros apenas uma expressão

## Espécies
- Corydoras acrensis - Nijssen, 1972
- Corydoras acutus - Cope, 1872
- Corydoras adolfoi - Burgess, 1982
- Corydoras aeneus - (Gill, 1858)
- Corydoras agassizii - Steindachner, 1876
- Corydoras albolineatus -  Knaack, 2004
- Corydoras amandajanea -  Sands, 1995
- Corydoras amapaensis - Nijssen, 1972
- Corydoras ambiacus - Cope, 1872
- Corydoras amphibelus - Cope, 1872
- Corydoras approuaguensis - Nijssen and Isbrücker, 1983
- Corydoras araguaiaensis -  Sands, 1990
- Corydoras arcuatus -  Elwin, 1939
- Corydoras areio -  Knaack, 2000
- Corydoras armatus - (Günther, 1868)
- Corydoras atropersonatus -  Weitzman and Nijssen, 1970
- Corydoras aurofrenatus -  Eigenmann and Kennedy, 1903
- Corydoras axelrodi -  Rössel, 1962
- Corydoras baderi -  Geisler, 1969
- Corydoras barbatus - (Quoy and Gaimard, 1824)
- Corydoras bertoni -  Eigenmann in Eigenmann and Allen, 1942
- Corydoras bicolor - Nijssen and Isbrücker, 1967
- Corydoras bifasciatus - Nijssen, 1972
- Corydoras bilineatus -  Knaack, 2002
- Corydoras blochi - Nijssen, 1971
- Corydoras boehlkei - Nijssen and Isbrücker, 1982
- Corydoras boesemani - Nijssen and Isbrücker, 1967
- Corydoras bondi -  Gosline, 1940
- Corydoras breei Isbrücker and - Nijssen, 1992
- Corydoras brevirostris -  Fraser-Brunner, 1947
- Corydoras burgessi - Axelrod, 1987
- Corydoras carlae - Nijssen and Isbrücker, 1983
- Corydoras caudimaculatus -  Rössel, 1961
- Corydoras cervinus -  Rössel, 1962
- Corydoras cochui -  Myers and  Weitzman, 1954
- Corydoras concolor -  Weitzman, 1961
- Corydoras condiscipulus - Nijssen and Isbrücker, 1980
- Corydoras copei - Nijssen and Isbrücker, 1986
- Corydoras coppenamensis - Nijssen, 1970
- Corydoras coriatae - Burgess, 1997
- Corydoras crimmeni -  Grant, 1997
- Corydoras cruziensis -  Knaack, 2002
- Corydoras crypticus -  Sands, 1995
- Corydoras davidsandsi -  Black, 1987
- Corydoras delphax - Nijssen and Isbrücker, 1983
- Corydoras difluviatilis - Britto and Castro, 2002
- Corydoras diphyes - Axenrot and Kullander, 2003
- Corydoras duplicareus -  Sands, 1995
- Corydoras ehrhardti - Steindachner, 1910
- Corydoras elegans - Steindachner, 1876
- Corydoras ellisae -  Gosline, 1940
- Corydoras ephippifer - Nijssen, 1972
- Corydoras eques - Steindachner, 1876
- Corydoras evelynae -  Rössel, 1963
- Corydoras filamentosus - Nijssen and Isbrücker, 1983
- Corydoras flaveolus - Ihering, 1911
- Corydoras fowleri - Böhlke, 1950
- Corydoras garbe - iIhering, 1911
- Corydoras geoffroy - Lacepède, 1803
- Corydoras geryi - Nijssen and Isbrücker, 1983
- Corydoras gomezi - Castro, 1986
- Corydoras gossei - Nijssen, 1972
- Corydoras gracilis - Nijssen and Isbrücker, 1976
- Corydoras griseus - Holly, 1940
- Corydoras guapore -  Knaack, 1961
- Corydoras guianensis - Nijssen, 1970
- Corydoras habrosus -  Weitzman, 1960
- Corydoras haraldschultzi -  Knaack, 1962
- Corydoras hastatus - Eigenmann, 1888
- Corydoras heteromorphus - Nijssen, 1970
- Corydoras imitator - Nijssen and Isbrücker, 1983
- Corydoras incolicana - Burgess, 1993
- Corydoras isbrueckeri -  Knaack, 2004
- Corydoras julii - Steindachner, 1906
- Corydoras kanei -  Grant, 1998
- Corydoras lacerdai - Hieronimus, 1995
- Corydoras lamberti - Nijssen and Isbrücker, 1986
- Corydoras latus - Pearson, 1924
- Corydoras leopardus - Myers, 1933
- Corydoras leucomelas -  Eigenmann and Allen, 1942
- Corydoras loretoensis - Nijssen and Isbrücker, 1986
- Corydoras loxozonus - Nijssen and Isbrücker, 1983
- Corydoras macropterus - Regan, 1913
- Corydoras maculifer - Nijssen and Isbrücker, 1971
- Corydoras mamore - Knaak, 2002
- Corydoras melanistius - Regan, 1912
- Corydoras melanotaenia - Regan, 1912
- Corydoras melini - Lönnberg and Rendahl, 1930
- Corydoras metae -  Eigenmann, 1914
- Corydoras micracanthus - Regan, 1912
- Corydoras multimaculatus - Steindachner, 1907
- Corydoras nanus - Nijssen and Isbrücker, 1967
- Corydoras napoensis - Nijssen and Isbrücker, 1986
- Corydoras narcissus - Nijssen and Isbrücker, 1980
- Corydoras nattereri - Steindachner, 1876
- Corydoras negro -  Knaack, 2004
- Corydoras nijsseni - Sands, 1989
- Corydoras noelkempffi -  Knaack, 2004
- Corydoras oiapoquensis - Nijssen, 1972
- Corydoras ornatus - Nijssen and Isbrücker, 1976
- Corydoras orphnopterus -  Weitzman and Nijssen, 1970
- Corydoras osteocarus - Böhlke, 1951
- Corydoras ourastigma - Nijssen, 1972
- Corydoras oxyrhynchus - Nijssen and Isbrücker, 1967
- Corydoras paleatus - (Jenyns, 1842)
- Corydoras panda - Nijssen and Isbrücker, 1971
- Corydoras pantanalensis -  Knaack, 2001
- Corydoras paragua -  Knaack, 2004
- Corydoras parallelus - Burgess, 1993
- Corydoras pastazensis -  Weitzman, 1963
- Corydoras paucerna -  Knaack, 2004
- Corydoras pinheiroi - Dinkelmeyer, 1995
- Corydoras polystictus - Regan, 1912
- Corydoras potaroensis - Myers, 1927
- Corydoras prionotos - Nijssen and Isbrücker, 1980
- Corydoras pulcher Isbrücker and - Nijssen, 1973
- Corydoras punctatus - (Bloch, 1794)

- Corydoras pygmaeus -  Knaack, 1966
- Corydoras rabauti - La Monte, 1941

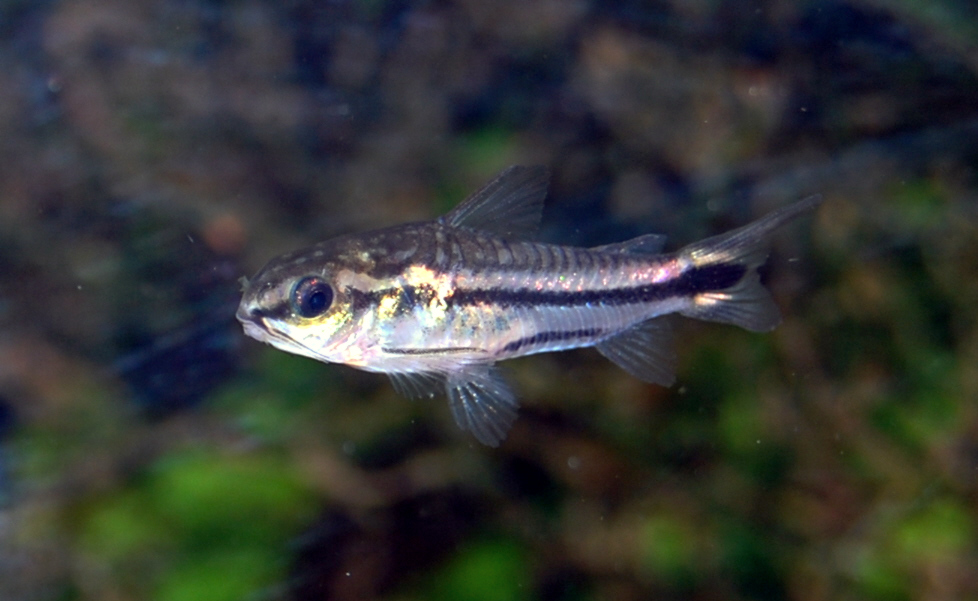
Corydoras pygmaeus

- Corydoras reticulatus -  Fraser-Brunner, 1938
- Corydoras reynoldsi -  Myers and Weitzman, 1960
- Corydoras robineae - Burgess, 1983
- Corydoras robustus - Nijssen and Isbrücker, 1980
- Corydoras sanchesi - Nijssen and Isbrücker, 1967
- Corydoras saramaccensis - Nijssen, 1970
- Corydoras sarareensis - Dinkelmeyer, 1995
- Corydoras schwartzi -  Rössel, 1963
- Corydoras semiaquilus -  Weitzman, 1964
- Corydoras septentrionalis -  Gosline, 1940
- Corydoras serratus -  Sands, 1995
- Corydoras seussi - Dinkelmeyer, 1996
- Corydoras similis - Hieronimus, 1991
- Corydoras simulatus -  Weitzman and Nijssen, 1970
- Corydoras sipaliwini - Hoedeman, 1965
- Corydoras sodalis - Nijssen and Isbrücker, 1986
- Corydoras solox - Nijssen and Isbrücker, 1983
- Corydoras spectabilis -  Knaack, 1999
- Corydoras spilurus - Norman, 1926
- Corydoras steindachneri - Isbrücker and Nijssen, 1973
- Corydoras stenocephalus -  Eigenmann and Allen, 1942
- Corydoras sterbai -  Knaack, 1962
- Corydoras surinamensis - Nijssen, 1970
- Corydoras sychri -  Weitzman, 1960
- Corydoras treitlii - Steindachner, 1906
- Corydoras trilineatus - Cope, 1872
- Corydoras tukano - Britto and Lima, 2003
- Corydoras undulatus - Regan, 1912
- Corydoras virginiae - Burgess, 1993
- Corydoras vittatus - Nijssen, 1971
- Corydoras weitzmani - Nijssen, 1971
- Corydoras xinguensis - Nijssen, 1972
- Corydoras zygatus -  Eigenmann and Allen, 1942